# Municipio de Washington (condado de St. Clair)
El municipio de Washington (en inglés: Washington Township) es un municipio ubicado en el condado de St. Clair en el estado estadounidense de Misuri. En el año 2010 tenía una población de 287 habitantes y una densidad poblacional de 3,4 personas por km².

## Geografía
El municipio de Washington se encuentra ubicado en las coordenadas 37°52′8″N 93°44′18″O / 37.86889, -93.73833. Según la Oficina del Censo de los Estados Unidos, el municipio tiene una superficie total de 84.32 km², de la cual 83,39 km² corresponden a tierra firme y (1,1 %) 0,93 km² es agua.

## Demografía
Según el censo de 2010, había 287 personas residiendo en el municipio de Washington. La densidad de población era de 3,4 hab./km². De los 287 habitantes, el municipio de Washington estaba compuesto por el 96,52 % blancos, el 2,09 % eran afroamericanos y el 1,39 % eran de una mezcla de razas. Del total de la población el 0,35 % eran hispanos o latinos de cualquier raza.